# Dania Ben Sassi
Dania Ben Sassi (in berbero Danya At Sasi; Belgrado, 1988) è una cantante berbera con cittadinanza libica.

## Biografia
Dania Ben Sassi nacque nel 1988 a Belgrado, da madre serba e padre berbero libico originario di Zuara. La sua musica riscosse una vasta popolarità tra la comunità berbera libica in seguito alla rivoluzione del 2011 e al successivo risveglio dell'attivismo berberista. Si esibì nel 2011 con una canzone che lodò la rivoluzione. Molte delle sue canzoni vennero ripubblicate e accolte con entusiasmo dai siti e dagli attivisti berberisti. Agrawli Itri nnegh, scritta dal padre, celebrò la resistenza della comunità berbera libica in opposizione al regime che ne represse per decenni l'identità culturale, mentre Numidya fu intitolata in onore dell'omonimo regno berbero dell'antichità.

## Discografia
- Tidet
- Agrawli Itri nnegh
- Numidya
- Abrid n Tilelli
- Sfeḍ imeṭṭawen-im a weltma